# Моямба (округ)
Моя́мба (англ. Moyamba) — один із 4 округів Південної провінції Сьєрра-Леоне. Адміністративний центр — місто Моямба. Округ має вихід до Атлантичного океану, до його складу входить низка дрібних островів.

## Населення
Населення округу становить 318588 осіб (2015; 260910 у 2004, 250514 в 1985, 188745 в 1974, 167425 в 1963).

## Адміністративний поділ
У адміністративному відношенні округ складається з 14 вождівств:
| №  | Назва        | Оригінальна назва | Площа, км² | Населення, осіб (2004) | Населення, осіб (2015) | Адміністративний центр |
| -- | ------------ | ----------------- | ---------- | ---------------------- | ---------------------- | ---------------------- |
| 1  | Баґрува      | Bagruwa           | 828,8      | 18 989                 | 27 623                 | Сембегун               |
| 2  | Бумпе        | Bumpeh            | 716,3      | 32 363                 | 37 445                 | Ротіфунк               |
| 3  | Верхня Банта | Upper Banta       | 194,3      | 8 219                  | 10 513                 | Мокелле                |
| 4  | Дассе        | Dasse             | 347,5      | 10 879                 | 13 217                 | Мано                   |
| 5  | Каґборо      | Kagboro           | 692,7      | 31 150                 | 34 862                 | Шенґе                  |
| 6  | Каїямба      | Kaiyamba          | 476,0      | 21 669                 | 25 749                 | Моямба                 |
| 7  | Камаджей     | Kamajei           | 447,7      | 8 549                  | 10 165                 | Сенегун                |
| 8  | Кова         | Kowa              | 221,5      | 7 082                  | 9 752                  | Нджама                 |
| 9  | Конґбора     | Kongbora          | 378,7      | 11 331                 | 10 328                 | Бауя                   |
| 10 | Корі         | Kori              | 664,4      | 29 043                 | 30 514                 | Таяма                  |
| 11 | Нижня Банта  | Lower Banta       | 498,3      | 25 954                 | 37 317                 | Ґбанґбаток             |
| 12 | Ріббі        | Ribbi             | 639,7      | 25 163                 | 33 165                 | Бредфорд               |
| 13 | Тімдале      | Timdale           | 337,5      | 8 192                  | 10 292                 | Бомотоке               |
| 14 | Факунья      | Fakunya           | 508,4      | 22 327                 | 27 646                 | Ґандогун               |

## Господарство
Основою економіки округу є видобуток рутилу та бокситів, рибальство та сільське господарство, а саме вирощування рису та олійної пальми.

## Персоналії
В окрузі народились такі відомі люди:
- сер Мілтон Маргаї (1895) — перший прем'єр-міністр Сьєрра-Леоне у 1961-1964 роках, головний міністр у 1954-1961 роках
- Сіака Стівенс (1905) — президент Сьєрра-Леоне у 1971-1985 роках, прем'єр-міністр Сьєрра-Леоне у 1968-1971 роках, мер Фрітауна у 1962-1966 роках
- сер Альберт Маргаї (1910) — прем'єр-міністр Сьєрра-Леоне у 1964-1967 роках, міністр фінансів у 1962-1964 роках, міністр сільського господарства у 1959-1962 роках
- Джон Джозеф Акар (1927) — відомий в країні письменник та дипломат